# Comuna de Iwaniska
Iwaniska (polaco: Gmina Iwaniska) é uma gminy (comuna) na Polónia, na voivodia de Santa Cruz e no condado de Opatów. A sede do condado é a cidade de Iwaniska.
De acordo com os censos de 2004, a comuna tem 7136 habitantes, com uma densidade 67,9 hab/km².

## Área
Estende-se por uma área de 105,03 km², incluindo:
- área agricola: 76%
- área florestal: 18%

## Demografia
Dados de 30 de Junho 2004:
|                      | Total   | Total | Mulheres | Mulheres | Homens  | Homens |
| -------------------- | ------- | ----- | -------- | -------- | ------- | ------ |
|                      | pessoas | %     | pessoas  | %        | pessoas | %      |
| População            | 7136    | 100   | 3502     | 49,1     | 3634    | 50,9   |
| Densidade (pop./km²) | 67,9    | 100   | 33,3     | 33,3     | 34,6    | 34,6   |

De acordo com dados de 2005, o rendimento médio per capita ascendia a 1809,67 zł.

## Subdivisões
- Boduszów, Borków, Dziewiątle, Garbowice, Gryzikamień, Iwaniska, Jastrzębska Wola, Kamieniec, Kopiec, Kujawy, Krępa, Łopatno, Marianów, Mydłów, Nowa Łagowica, Przepiórów, Radwan, Skolankowska Wola, Stobiec, Stara Łagowica, Toporów, Tęcza, Ujazd, Wojnowice, Wzory, Wygiełzów, Zaldów.

## Comunas vizinhas
- Baćkowice, Bogoria, Klimontów, Lipnik, Łagów, Opatów, Raków